# Craesus
Die Gattung Craesus (Synonym: Croesus) gehört zu den Pflanzenwespen (Symphyta) innerhalb der Hautflügler (Hymenoptera). In Europa gibt es vier Arten.

## Merkmale
Die Tiere werden je nach Art 7 bis 11 Millimeter lang. Typisch für die Gattung Craesus sind die besonders geformten Hinterbeine, deren erstes Tarsenglied auffällig blattartig verbreitert ist.
Die Larven (Afterraupen) sehen, wie die aller Pflanzenwespen, den Raupen von Schmetterlingen sehr ähnlich, unterscheiden sich von diesen aber durch insgesamt acht, statt maximal sieben Beinpaare. Sie haben einen schwarzen Kopf, der restliche Körper ist gelbgrün, grün oder schwärzlich gefärbt.

## Lebensweise
Die Imagines vermehren sich überwiegend parthenogenetisch. Oft gibt es zwei Generationen pro Jahr. Die Larven ernähren sich von Birkengewächsen wie Erlen, Birken, Haselnüssen und Hainbuchen. Sie sitzen überwiegend am Blattrand in Gruppen und fressen von außen nach innen. Bei Störung verkrümmen sie den Körper charakteristisch zu einem „S“ und präsentieren damit die für die Unterfamilie Nematinae charakteristischen Ventraldrüsen, die bei C. alniastri und C. septentrionalis ausschließlich Dolichodial enthalten. Die Verpuppung der Tiere erfolgt in der Erde.

## Europäische Arten
- Craesus alniastri (Scharfenberg, 1805) (= Craesus varus (Villaret, 1832))
- Craesus brischkei (Zaddach, 1876)
- Craesus latipes (Villaret, 1832)
- Craesus septentrionalis (Linnaeus, 1758)